# Джулиани, Мария
Мария Джулиани  (итал. Maria Giuliani FMM, в монашестве — Мария Мира; 12 декабря 1875, Л’Акуила, Италия — 9 июля 1900, Тайюань, провинция Шаньси, Китай) — святая Римско-Католической Церкви, монахиня из монашеской конгрегации «Францисканки Миссионерки Марии», мученица.

## Биография

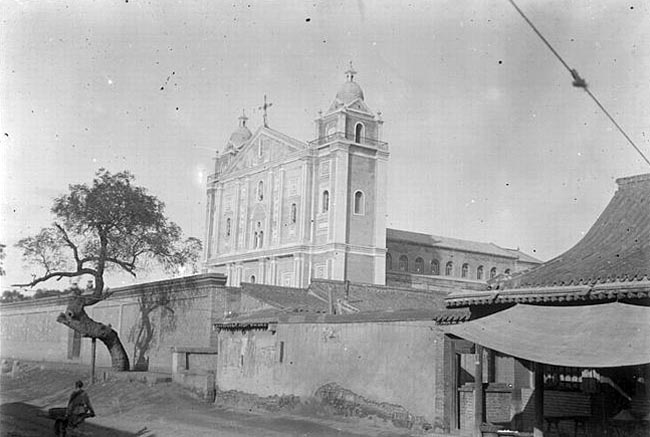
Тайюанская церковь.

Мария Джулиани родилась в 12 декабря 1875 года в бедной семье. Её отец был неверующим и поэтому не позволял своей семье посещать церковь. Мать Марии вместе со своей дочерью втайне ходила в церковь, с раннего возраста приучив свою дочь практиковать католические обряды.
В 1892 году Мария Джулиани вступила в новициат женской монашеской конгрегации «Францисканки Миссионерки Марии», через некоторое время её послали вместе с другими монахинями основывать новой монашеский дом в Австрии. В 1898 году в Турин на Международную выставку китайской культуры и искусства прибыл епископ Франциск Фоголла, путешествовавший с четырьмя китайскими семинаристами по Европе. Франциск Фоголла, познакомившись с основательницей конгрегации «Францисканки Миссионерки Марии» Еленой Марией де Шаппотен, пригласил монахинь участвовать в деятельности католических миссий, действовавших в Китае. На миссию поехали семь монахинь Мария Гермина, Мария Клара, Мария Божьего Рождества, Мария святого Иустина, Мария Адольфина, Мария Амандина и Мария Мира.
Вскоре после их приезда в Китае в 1899 году началось ихэтуаньское восстание боксёров, во время которого жестоким образом преследовались христиане. Среди пострадавших за свою веру была и Мария Джулиани, которая была казнена в городе Тайюане 9 июля 1900 года.

## Прославление
Мария Джулиани была беатифицирована 27 ноября 1946 года Римским Папой Пием XII и канонизирована 1 октября 2000 года Римским Папой Иоанном Павлом II вместе с группой 120 китайских мучеников.
День памяти в Католической Церкви — 9 июля.

## Источник
- George G. Christian OP, Augustine Zhao Rong and Companions, Martyrs of China, 2005, стр. 42 (недоступная ссылка) (англ.)